# Miroslav Žitnjak
Miroslav Žitnjak est un footballeur international croate né le 15 septembre 1967 à Osijek. Il évoluait au poste de gardien de but.